# Référendum obligatoire en Suisse

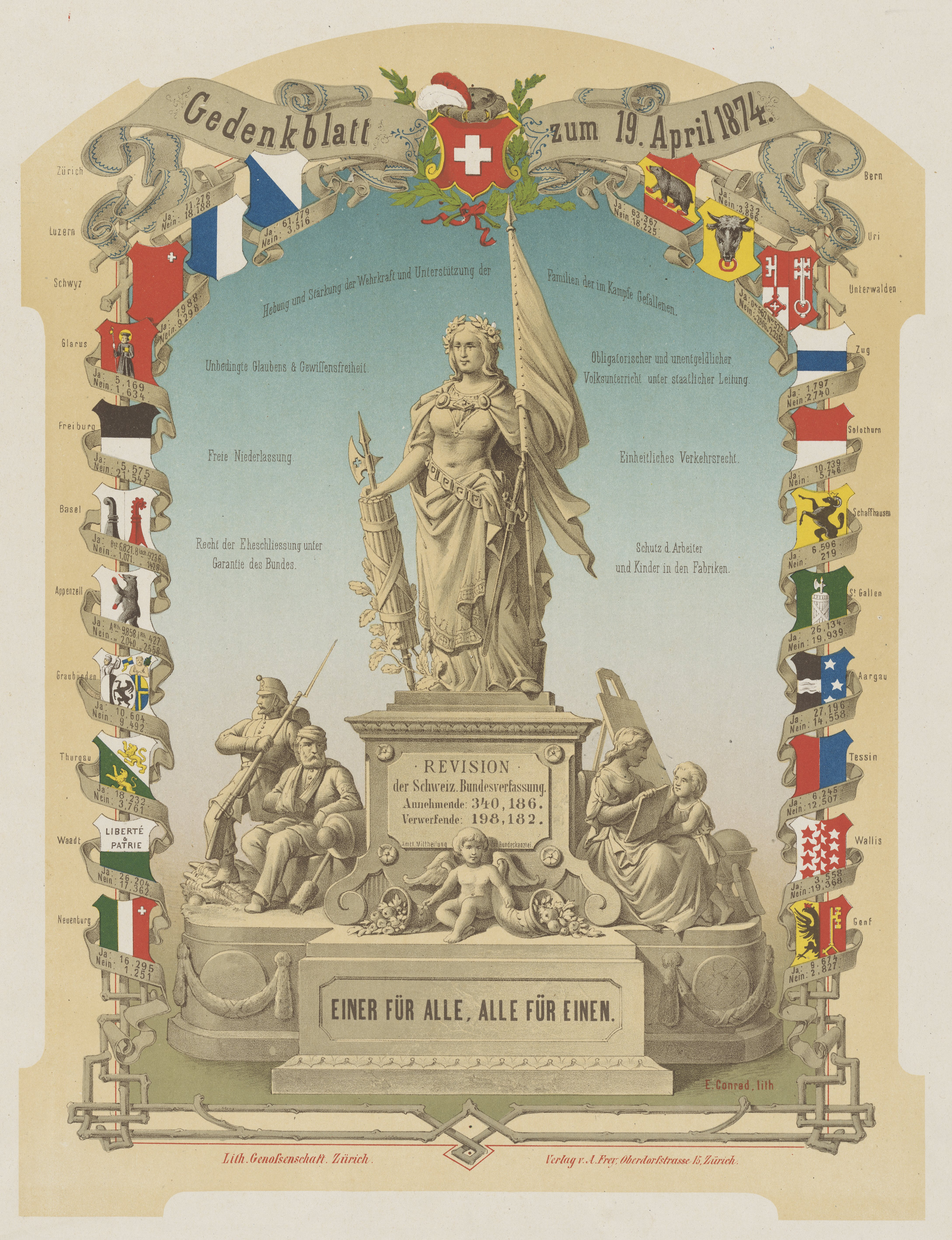
Constitution fédérale Suisse, 1874.

La Suisse dispose du référendum obligatoire comme instrument de démocratie directe. Le référendum obligatoire est la procédure qui soumet obligatoirement au scrutin populaire un objet en principe après son adoption par l'organe parlementaire. Il s'oppose au référendum facultatif, pour lequel un scrutin n'est organisé que si un certain nombre de citoyens ou de cantons le demandent.

## Au niveau fédéral
L'article 140, alinéa 1er, de la Constitution fédérale soumet obligatoirement au vote du peuple et des cantons les révisions de la Constitution fédérale, l'adhésion à des organisations de sécurité collective (ex : OTAN) ou à des communautés supranationales (ex : UE), ainsi que les lois fédérales déclarées urgentes, dépourvues de base constitutionnelle et dont la durée de validité dépasse une année (sorte de procédure d'urgence). L'article 140 al. 2 de la Constitution fédérale soumet obligatoirement au vote du seul peuple un certain nombre d'objets, principalement dans le cadre de la procédure de révision totale de la Constitution fédérale.
| Référendums obligatoires | 1848-1950 | 1951-1980 | 1981-2020 (mar.) | Total |
| ------------------------ | --------- | --------- | ---------------- | ----- |
| Acceptés                 | 43        | 58        | 73               | 174   |
| Rejetés                  | 20        | 17        | 29               | 66    |
| Total                    | 63        | 75        | 102              | 240   |

## Au niveau cantonal
La Constitution de chaque État fédéré définit les objets soumis au référendum obligatoire. Il existe donc une grande variété de situations. Tous les cantons doivent toutefois soumettre la révision de leur Constitution au référendum obligatoire (art. 51). Certains cantons soumettent aussi toutes les lois cantonales au référendum obligatoire, ainsi que les dépenses dépassant un certain montant (référendum « financier »).

## Voir également